# Rachel Abercrombie
Rachel Abercrombie es una sismóloga estadounidense. Se desempeña como profesora en la Universidad de Boston. Es conocida por su investigación sobre el proceso de ruptura de los terremotos.

## Biografía
Tiene una licenciatura de la Universidad de Cambridge (1987) y un doctorado de la Universidad de Reading (1991). Después de su doctorado trabajó en el Centro de Terremotos del Sur de California y en la Universidad del Sur de California. Después de tres años en Nueva Zelanda (1995-1998) en el Instituto de Ciencias Geológicas y Nucleares, fue a la Universidad de Harvard de 1998 a 2001. Se unió a la Universidad de Boston en 2001 y se convirtió en profesora asociada de investigación en 2006.
Forma parte de la junta directiva del Centro de Terremotos del Sur de California, que comenzó en 1991 como un Centro de Ciencia y Tecnología de la Fundación Nacional de Ciencias. También ha formado parte de la junta de la Sociedad Sismológica de América (2003–2005 y 2007–2009).

### Investigación
Ha trabajado en terremotos a lo largo de una amplia gama geográfica, incluyendo California, Nevada, Wyoming, los terremotos del Golfo de Corinto en Grecia en 1981, y el terremoto de Arthur's Pass en Nueva Zelanda en 1994. En sistemas marinos, trabaja en terremotos en fallas oceánicas en el Océano Atlántico, el Océano Índico, y en la zona de subducción de Java. Utilizando mediciones de pequeños terremotos en el pozo de perforación del Puerto del Cajón, su investigación reveló la atenuación de las señales utilizadas para caracterizar los terremotos en la parte superior de la corteza terrestre y rastreó pequeños terremotos a lo largo de la falla de San Andrés. También ha investigado los presagios de terremotos con la esperanza de desarrollar herramientas para predecir cuándo ocurrirá un terremoto. A través de su investigación, señala la necesidad de realizar más esfuerzos para documentar terremotos más pequeños a fin de capturar adecuadamente la variabilidad en el tipo y magnitud de los terremotos.
Fue nombrada miembro de la Unión Geofísica Estadounidense en 2020 "Por sus contribuciones innovadoras a nuestra comprensión de los terremotos en una amplia gama de escalas espaciales y temporales".

## Publicaciones seleccionadas
- Abercrombie, Rachel E. (1995). «Earthquake source scaling relationships from −1 to 5 ML using seismograms recorded at 2.5-km depth». Journal of Geophysical Research: Solid Earth (en inglés) 100 (B12): 24015-24036. Bibcode:1995JGR...10024015A. ISSN 2156-2202. doi:10.1029/95JB02397.
- Abercrombie, Rachel E.; Mori, Jim (1996). «Occurrence patterns of foreshocks to large earthquakes in the western United States». Nature (en inglés) 381 (6580): 303-307. Bibcode:1996Natur.381..303A. ISSN 1476-4687. doi:10.1038/381303a0.
- Abercrombie, Rachel E.; Ekström, Göran (2001). «Earthquake slip on oceanic transform faults». Nature (en inglés) 410 (6824): 74-77. ISSN 1476-4687. PMID 11242043. doi:10.1038/35065064.
- Abercrombie, Rachel E.; Rice, James R. (2005). «Can observations of earthquake scaling constrain slip weakening?». Geophysical Journal International 162 (2): 406-424. Bibcode:2005GeoJI.162..406A. ISSN 0956-540X. doi:10.1111/j.1365-246x.2005.02579.x.